# Voloșciîna, Berejanî
Voloșciîna (în ucraineană Волощина) este un sat în comuna Bojîkiv din raionul Berejanî, regiunea Ternopil, Ucraina.

## Demografie
Componența lingvistică a localității Voloșciîna
     Ucraineană (100%)
Conform recensământului din 2001, toată populația localității Voloșciîna era vorbitoare de ucraineană (100%).